# トワイライトQ
『トワイライトQ』（トワイライトキュー）は、日本の短編アニメーション集。1987年にバンダイ ネットワーク フロンティア事業部（現・バンダイナムコアーツ）よりOVAとして発売された。

## 概要
シリーズ全6話で構成される予定であったオムニバス作品。望月智充監督による第1話「時の結び目」と押井守監督による第2話「迷宮物件 FILE538」でシリーズは終了している。予定通りに制作されていれば、第3話を河森正治が担当したり、いのまたむつみに作画監督を依頼したりするプランもあったという。
押井守監督と鵜之澤伸プロデューサーによると、シリーズが2話で終了してしまったのは、パッケージの売り上げが不調だったせいだけではなく、それ以上にメーカー社内で企画に対する賛同が得られなかったことが大きいとのこと。
タイトルは、アメリカのSFテレビドラマシリーズ『トワイライトゾーン』の「トワイライト」と日本の特撮テレビドラマ『ウルトラQ』の「Q」を合わせたもの。両者とも1話完結のSF短編シリーズであり、本作もそれにならった構成となっている。

## 時の結び目 REFLECTION
第1話「時の結び目」は、1987年2月28日に発売された。監督は望月智充、アニメ制作は亜細亜堂。30分。
これは、伊藤和典（原案・脚本）、望月智充（監督）、高田明美（キャラクターデザイン）、後藤真砂子（作画監督）、小林七郎（美術監督）という当時のヒットアニメ『魔法の天使クリィミーマミ』チームによる時間をテーマにしたSF作品だった。
演出面では、監督の望月が全カットをフィックスにすることに挑戦している。フォローやパンを一切使わず、実写で例えるとカメラを据え置きにして撮ったカットのみで構成し、演出意図があって構図さえきちんととれていれば、カメラを振らなくても画面の緊張感が維持できる事を証明しようとした。ただし、全カットフィックスと言っても、タイムスリップしたシーンでは、カメラを斜めにして撮ったりするなど、映像的なケレンを排しているわけではない。また55秒の長回しのシーンでは、主人公たち3人のキャラクターが地下鉄のシートに座っているのをカメラのフレームに収め、その背後にある窓ガラス越しに景色が流れて行くのを一種の背景動画として描くことで列車が走っているのを表現したり、停車駅で他の客が乗り込んできて彼らの対面の座席に座るのを窓ガラスの映り込みで表現したりしている。
作中で表示される年代を年表にしてみると、時が振り子のように揺れているのがわかるようになっていたが、それについてはアニメ誌などで「年代を文字で出すのは白ける」と批判された。

### ストーリー（1話）
女子高生の真弓は、バカンスで訪れた南の島でダイビング中に海底でカメラを拾う。入っていたフィルムを現像すると、見知らぬ男性と腕を組んで笑う自分の姿が写っていた。カメラの出所を調べてもらうと、カメラはまだ発売されていない開発中の機種である事が判明する。そしてそれは、真弓たちの前で忽然と消えてしまう。事件の謎に迫ろうと再びその島を訪れた真弓もまた忽然と姿を消し、過去と未来の世界を彷徨うことになる。

### キャスト（1話）
- 真弓 - 兵藤まこ
- 紀和子 - 冨永みーな
- 上村 - 安西正弘
- 平田 - 平田康之
- 父 - 徳弘夏生
- 母 - 滝沢久美子
- 教師 - 納谷六朗
- その他 - 大塚芳忠、伊井篤史、田中和実、中多和宏、TARAKO、紗ゆり

### スタッフ（1話）
- 原案・脚本 - 伊藤和典
- 監督 - 望月智充
- キャラクターデザイン - 高田明美
- 作画監督 - 後藤真砂子
- 原画 - 久米一成、高木弘樹、後藤隆由貴、武田一也、菊池通隆
- 美術監督 - 小林七郎
- 背景 - 小林プロダクション
- 撮影監督 - 金子仁
- 編集 - 森田編集室
- 録音監督 - 斯波重治
- 音楽 - 川井憲次
- プロデューサー - 鵜之沢伸、岡村雅裕
- 制作 - ネットワークフロンティア事業部、亜細亜堂

### 主題歌（1話）
エンディングテーマ『リフレクション』
作詞 - 森田里子 / 作曲 - 川井憲次 / 歌 - 兵藤まこ

## 迷宮物件 FILE538
第2話「迷宮物件 FILE538」は、1987年8月28日に発売された。原案・脚本・監督は押井守、アニメ制作はスタジオディーン。30分。
監督の押井は、「現実と虚構の物語」「世界や自分の存在に対する不安の物語」というその後の作品でも毎回繰り返すことになるテーマやモチーフを、この作品でも用いている。ただし、他の作品ではSFラブコメ、近未来ロボットもの、電脳アクションといった、ファンがとっつきやすい枠組みの中で用いる場合が多いが、本作にはそう言った枠組みはなく、テーマやモチーフだけで物語を構成している。
実写の写真を加工した黒味の多い背景は、ドキュメンタリータッチでありつつも作り物的である。そしてそれ以外の場面の背景も、写真を使った場面に負けないくらいしっかりしている。

### ストーリー（2話）
私立探偵の男が、アパートで暮らす中年男と少女の素性調査を依頼されるところから物語は始まる。その夏、首都上空では原因不明の旅客機失踪事件が相次いでいた。探偵はその親子の調査を続けていくうちに自分も次第に奇妙な物語の中の一部に組み込まれていってしまう。

### キャスト（2話）
- 男 - 瀬川哲也
- 少女 - 兵藤まこ
- ラジオの声 - 千葉繁

### スタッフ（2話）
- 原案・監督・脚本 - 押井守
- キャラクターデザイン - 近藤勝也
- 作画監督 - 大塚伸治
- 原画 - 遠藤正明、大塚伸治、河口俊夫、高坂希太郎、近藤勝也、二木真希子
- 美術監督 - 小倉宏昌
- 撮影監督 - 森下成一
- スチル撮影 - 樋上晴彦
- 編集 - 森田編集室
- 録音演出 - 斯波重治
- 録音演出助手 - 浅梨なおこ
- 音楽 - 川井憲次
- プロデューサー - 鵜之沢伸、久保真
- 製作 - ネットワークフロンティア事業部、スタジオディーン

### 主題歌（2話）
エンディングテーマ『ぐうたらな魚』
作詞 - 児島由美 / 作曲・編曲 - 川井憲次 / 歌 - 兵藤まこ

## 映像商品
| タイトル                       | 発売日        | 規格 | 規格品番  | レーベル           | 備考                                                                                    |
| ------------------------------ | ------------- | ---- | --------- | ------------------ | --------------------------------------------------------------------------------------- |
| トワイライトQ 時の結び目       | 1987年2月28日 | VHS  |           | EMOTION            |                                                                                         |
| トワイライトQ 迷宮物件 FILE538 | 1987年8月28日 | VHS  |           | EMOTION            |                                                                                         |
| トワイライトQ                  | 1998年6月25日 | VHS  | BES-2049  | バンダイビジュアル | 望月智充監督の『時の結び目 REFLECTION』と押井守監督の『迷宮物件 FILE 538』の2編を収録。 |
| トワイライトQ                  | 1998年6月25日 | LD   | BEAL-1206 | バンダイビジュアル | 望月智充監督の『時の結び目 REFLECTION』と押井守監督の『迷宮物件 FILE 538』の2編を収録。 |
| トワイライトQ                  | 1998年6月25日 | DVD  | BES-2049  | バンダイビジュアル | 望月智充監督の『時の結び目 REFLECTION』と押井守監督の『迷宮物件 FILE 538』の2編を収録。 |
| トワイライトQ                  | 2004年2月25日 | DVD  | BCBA-1805 | バンダイビジュアル | 望月智充監督の『時の結び目 REFLECTION』と押井守監督の『迷宮物件 FILE 538』の2編を収録。 |